# Momento di silenzio

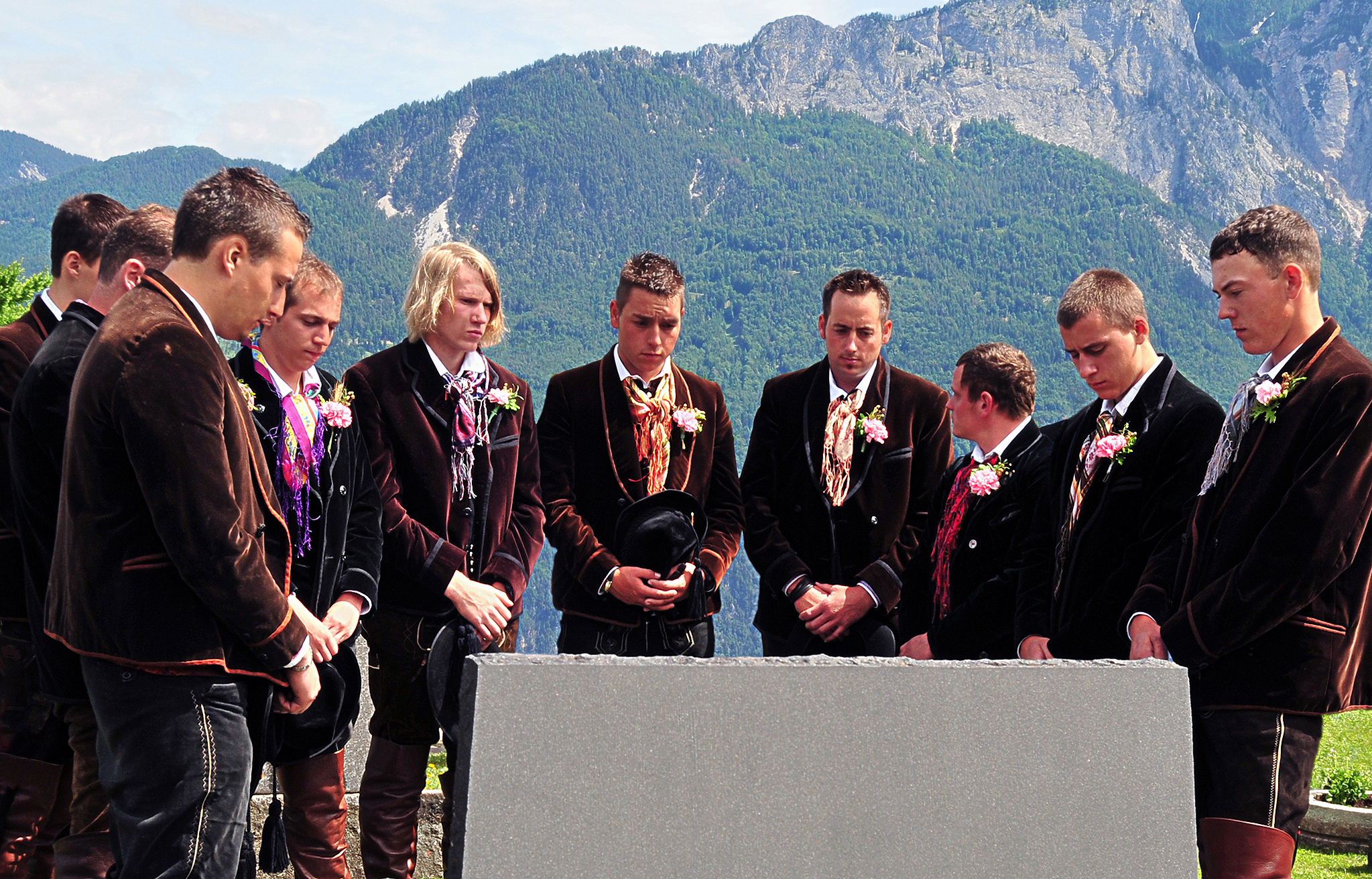
Un momento di silenzio adottato dalle persone che indossano i costumi tradizionali della valle del Gail in Austria

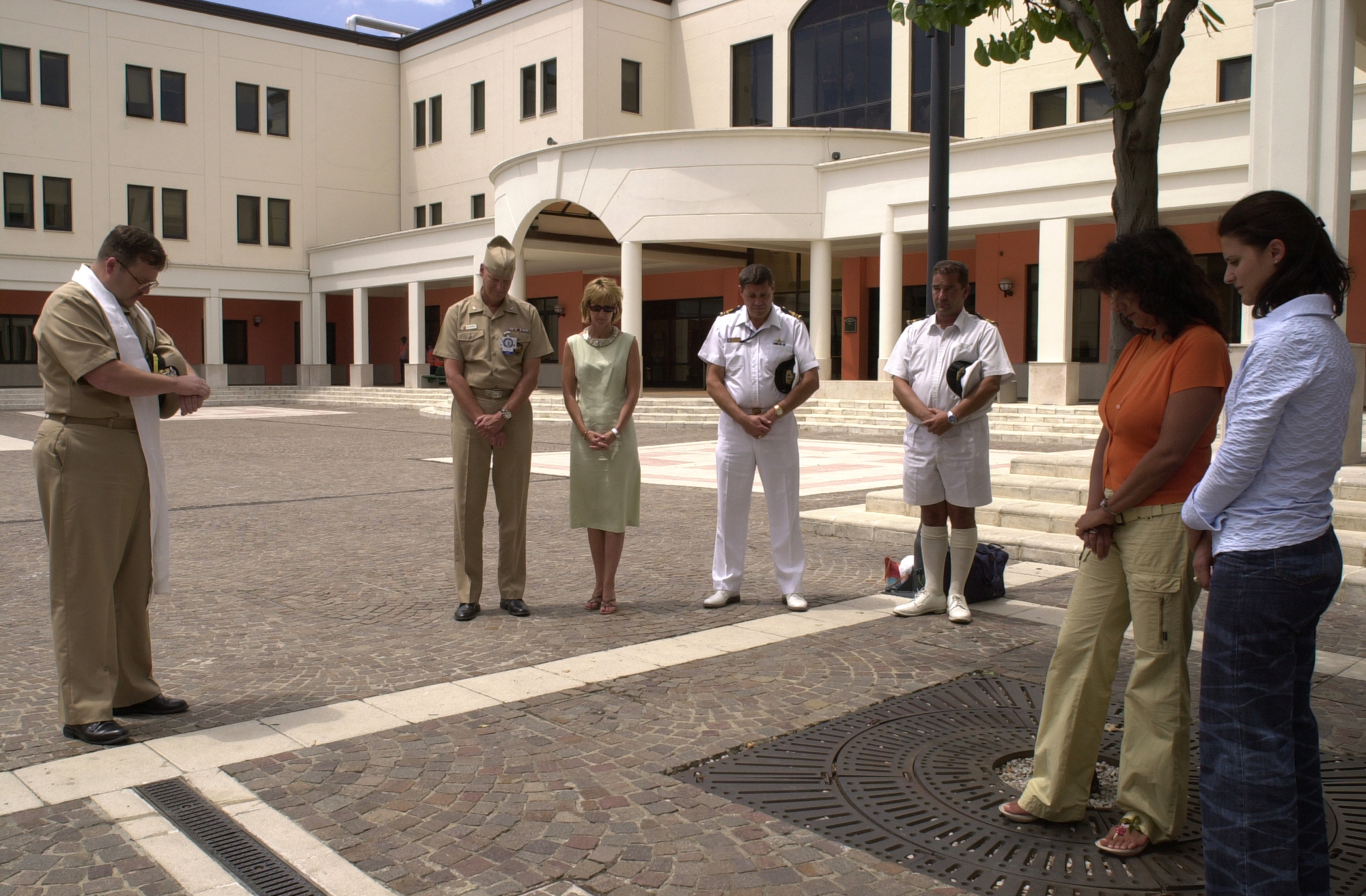
Napoli, Italia (14 luglio 2005) – Il cappellano della Marina Dave McBeth, a sinistra, guida un incontro informale del personale a bordo della Naval Support Activity (NSA) di Napoli durante un momento di silenzio della durata di minuti coordinato a livello europeo tenutosi in tutta l'Unione Europea in relazione agli attentati di Londra del 2005.

Un momento di silenzio (chiamato anche minuto di silenzio ) è un periodo di contemplazione silenziosa, preghiera, riflessione o meditazione . Simile all'esposizione di una bandiera a mezz'asta, un momento di silenzio è spesso un gesto di rispetto profondo, in particolare in caso di lutto per coloro che sono venuti a mancare di recente o in occasione di un tragico evento storico, come il Giorno della Memoria.
Un minuto, o 60 secondi, è una durata comune per la commemorazione, anche se si possono scegliere altri periodi di tempo, normalmente collegati in qualche modo all'evento commemorato (ad esempio, potrebbe essere assegnato un minuto per ogni morte commemorata). Durante un momento di silenzio, i partecipanti scelgono solitamente di chinare il capo, togliersi il cappello e astenersi dal parlare o muoversi per tutta la sua durata.